# Haselhorst (metrostation)
Haselhorst is een station van de metro van Berlijn, gelegen in het gelijknamige stadsdeel (district Spandau). Het station bevindt zich onder de Nonnendammallee ter hoogte van de Ferdinand-Friedensburg-Platz, op de grens tussen een industriegebied en woonwijken. Station Haselhorst werd geopend op 1 oktober 1984 en is onderdeel van lijn U7.
Zoals alle stations op de in 1984 geopende verlenging van de U7 naar Spandau werd Haselhorst ontworpen door Rainer Rümmler. Terwijl in de andere stations op dit deel van de lijn vooral de wanden en pilaren gedecoreerd zijn, valt in station Haselhorst met name de dakconstructie op. Een reliëf in de dwarsbalken zorgt in combinatie met de verlichting voor een diffuus schaduwspel. De wanden zijn, in contrast met de fleurigheid van de meeste aangrenzende stations, bekleed met antracietkleurige metaalplaten.
Uitgangen bevinden zich aan beide uiteinden van het eilandperron en leiden via een tussenverdieping naar de Nonnendammallee. Het alleen via trappen en roltrappen bereikbare station zal volgens de prioriteitenlijst van de Berlijnse Senaat pas na 2010 van een lift voorzien worden. Op den duur moeten alle Berlijnse metrostations volledig toegankelijk voor mindervaliden zijn.